# Vaptistís (ort i Grekland, Epirus)
Vaptistís  är en ort i Grekland.   Den ligger i prefekturen Nomós Ioannínon och regionen Epirus, i den centrala delen av landet, 290 km nordväst om huvudstaden Aten. Vaptistís ligger 970 meter över havet och antalet invånare är 146.
Terrängen runt Vaptistís är kuperad åt sydväst, men åt nordost är den bergig. Runt Vaptistís är det glesbefolkat, med 8 invånare per kvadratkilometer. Närmaste större samhälle är Anatolí, 17,3 km nordväst om Vaptistís. I omgivningarna runt Vaptistís växer i huvudsak blandskog.